# Alberto António da Silva Costa
Alberto António da Silva Costa, igualmente conhecido como Pad’Zé, (Joanes, Fundão, 15 de Abril de 1877 - Lisboa, 3 de Novembro de 1908) foi um jornalista e escritor português.

## Biografia

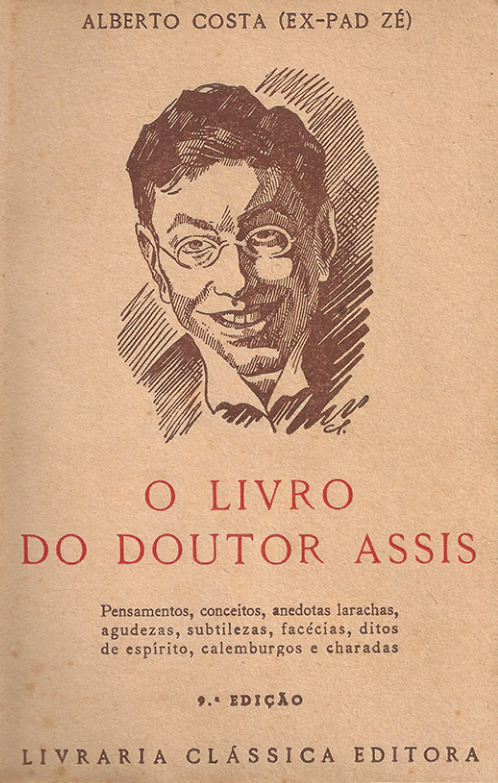
Capa da edição de 1945 da obra O Livro do Doutor Assis.

Nasceu na Aldeia de Joanes, em 15 de Abril de 1877, filho de Agostinho da Costa Nogueira. Foi aluno no Colégio de São Fiel, em Louriçal do Campo, entre 1890 e 1893, experiência que relatou na sua obra O Livro do Dr. Assis. Frequentou depois a Faculdade de Direito de Coimbra, onde recebeu a alcunha de Pad'Zé, por ter estudado no seminário. Fez parte de várias tertúlias, onde travou conhecimento com futuras grandes figuras da literatura e ciência nacional, como Afonso Lopes Vieira, Alberto Pinheiro Torres, D. Tomás de Noronha e Egas Moniz. Ficou principalmente conhecido por ter escrito a obra humorística O Livro do Doutor Assis, onde criticou duramente a organização educativa da universidade, principalmente o corpo docente, sendo o título uma alusão ao professor António de Assis Teixeira de Magalhães. O livro teve um grande sucesso devido ao seu tom irónico e caricaturas, tendo sido uma obra de referência para várias gerações de estudantes. Alberto Costa também foi uns dos principais responsáveis pela organização do Centenário da Sebenta, e foi neste período que começou a sua carreira jornalística, sendo então o autor da Revista do Civil, destinada a estudantes do ensino superior. Posteriormente, trabalhou como redactor no jornal O Mundo.
Suicidou-se com um revólver na noite de 2 para 3 de Novembro de 1908, na redacção do jornal O Mundo. Foi enviado para o posto de socorros da Misericórdia, onde faleceu por volta das 2 da madrugada. No dia seguinte o corpo foi exposto na sede do jornal, tendo sido acompanhado desde o posto de socorros por uma comitiva que incluiu figuras destacadas do jornalismo nacional, como França Borges, João Chagas, Augusto José Vieira, Luís Derouet, Carlos Olavo e Alfredo Pinto, além do actor Inácio Peixoto. O funeral teve lugar no dia 5, para o Cemitério Oriental. Na sequência do seu falecimento, a revista O Xuão emitiu uma nota de pesar, onde o classificou como um «rapaz sincero, liberal e pensador, tão bohemio na pandega como forte e destemido nas luctas contra o preconceito em pró da liberdade», e «um combatente leal e destemido que manejava a satyra mordaz com a mesma facilidade com que ajudava fortemente a derruir o mau estar d'este regimen prestes a desabar».